# آرناژ (سارت)
آرناژ (به فرانسوی: Arnage) یک کمون در فرانسه است که در canton of Le Mans-Sud-Ouest واقع شده‌است. آرناژ ۱۰٫۷۶ کیلومتر مربع مساحت دارد.

## خواهرخوانده
شهر کروپلینگ خواهرخواندهٔ آرناژ، سارت هست.